# (3442) Yashin
(3442) Yashin es un asteroide perteneciente al cinturón de asteroides, descubierto el 2 de octubre de 1978 por la astrónoma ucraniana Liudmila Zhuravliova desde el Observatorio Astrofísico de Crimea (República de Crimea).

## Designación y nombre
Designado provisionalmente como 1978 TO7. Fue nombrado Yashin en honor al futbolista soviético ruso Lev Yashin.